# Virus (Djaga Djaga)
Virus is een lied van de Nederlandse rapper Djaga Djaga. Het werd in 2022 als single uitgebracht en stond in 2023 als vijftiende track op het album Beschadigd.

## Achtergrond
Virus is geschreven door Jason Leonora en Ruben Schnieders en geproduceerd door Gubes. Het is een nummer dat past in de genres nederhop en drillrap. In het lied rapt Djaga Djaga over zijn criminele levenswijze. Hij vergelijkt deze levenswijze met een virus, omdat deze beiden volgens de rapper erg besmettelijk zijn. Djaga Djaga bracht het nummer uit terwijl hij zelf in de gevangenis zat. Op de B-kant van de single is een instrumentale versie van het lied te vinden.

## Hitnoteringen
De artiest had bescheiden succes met het lied in Nederland. Het stond op de 69e plaats van de Single Top 100 in de enige week dat het in deze hitlijst te vinden was. De Top 40 en haar Tipparade werden niet bereikt.